# 王磊 (1972年)
王磊（1972年5月—），女，汉族，山东临沂人，中华人民共和国政治人物。山东农业大学蔬菜专业毕业，农学硕士。

## 生平
1991年11月加入中国共产党。1993年7月从山东农业大学蔬菜专业毕业后，留校任职，曾任山东农业大学团委副书记、助教，山东农业大学团委副书记、讲师等职务（期间，挂职任团中央学校部大学处副处长）。
2000年7月，调任共青团山东省委任职，历任共青团山东省委副书记、党组成员、共青团潍坊市委书记，共青团山东省委副书记、党组成员、省青联主席等职。2008年3月，任共青团山东省委书记。
2013年3月，任中共莱芜市委副书记、代市长，同年4月正式当选，亦为山东首位“70后”女市长、山东省最年轻市长之一。2016年8月，不再担任中共莱芜市委副书记、莱芜市人民政府市长，任山东省文化厅党组书记、省中华文化标志城规划建设办公室主任。9月，任山东省文化厅厅长。